# Joseph Desmedt
Joseph Desmedt (ur. 30 kwietnia 1912 – zm. 1944) – belgijski piłkarz grający na pozycji napastnika. Był reprezentantem Belgii.

## Kariera klubowa
Swoją karierę piłkarską Desmedt rozpoczął w klubie Royal Uccle Sport. Swój debiut w nim w drugiej lidze belgijskiej zaliczył w sezonie 1928/1929 i grał w nim do końca sezonu 1932/1933. W 1933 roku przeszedł do pierwszoligowego Royale Union Saint-Gilloise i występował w nim do 1939 roku. Z klubem tym wywalczył dwa tytuły mistrza Belgii w sezonach 1933/1934 i 1934/1935.

## Kariera reprezentacyjna
W reprezentacji Belgii Desmedt zadebiutował 12 marca 1933 w zremisowanym 3:3 towarzyskim meczu ze Szwajcarią, rozegranym w Zurychu i w debiucie strzelił gola. W kadrze narodowej rozegrał 4 mecze, wszystkie w 1933 i strzelił w nich 2 gole.